# دانا تاي سون
دانا تاي سون (بالإنجليزية: Dana Tai Soon Burgess)‏ ، مدرب الرقصات الآسيوية الأمريكي، من مواليد 26 فبراير 1968 في مدينة كارميل بولاية كاليفورنيا الأمريكية.

## وصلات خارجية
- Official DTSB & Co. website
- Official DTSB & Co. Blog
- Finding Self: Asian America's Youth

العرض:
- Dana Tai Soon Burgess & Co. on vimeo
- Professors You Should Know - GWU
- Burgess: Art vs. Entertainment
- Dana in his kitchen